# United Presbyterian Church of North America
United Presbyterian Church of North America (UPCNA) var ett presbyterianskt trossamfund, bildat i Pittsburg i maj 1858 genom samgående mellan Associate Presbyterian Church och flera nordliga synoder inom Associate Reformed Presbytery. 
Hundra år senare gick man, i samma stad, ihop med Presbyterian Church in the United States of America och bildade Förenade presbyterianska kyrkan i USA.

## Mission
UPCNA sände tidigt ut missionärer till Egypten. 1894 grundades en egyptisk synod som 1926 blev till Egyptens evangeliska kyrka.
Den blev gradvis mer och mer autonom och 1958 klippte man alla organisatoriska band med UPCNA och blev en helt fristående kyrka.
UPCNA bedrev också mission i det muslimska västra Indien (nuvarande Pakistan). De församlingar som kom att bildas genom den så kallade Sialkot-missionen gick 1970 samman med andra protestantiska kristna och bildade Church of Pakistan.